# Regimentul 81 Infanterie (1918-1920)
Regimentul 81 Infanterie a fost o mare unitate de infanterie, de nivel tactic, din Armata României, care a participat la acțiunile militare postbelice, din perioada 1918-1920. Regimentul a făcut parte din compunerea de luptă a Brigăzii 41 Infanterie, comandată de generalul Constantin Dragu, împreună cu Regimentul 82 Infanterie. :p. 332-333
Regimentul s-a înființat în baza: Ordinului de chemare nr 167/1919, al Consiliului Dirigint al Transilvaniei, Banatului și al ținuturilor ungurene locuite de Români, prin care a cheamat la arme Corpul Voluntarilor Români în întregime și în afară de aceștia pe toți tinerii născuți în anii 1896, 1897 și 1898 cu excepția maghiarilor și  Instrucțiunilor  Nr 458, ale Secției I/ Comandamentului General Teritorial Sibiu, pentru înființarea armatei din Ardeal, Banat și țările Ungurești, din 22 Ianuarie 1919 st. n.l
Sa înființat la 6 februarie 1919,  în garnizoana Dej și a purtat denumirea de ”Regimentul Infanterie Dej”. A facut parte din Divizia 16 Infanterie „Bistrița”, care a avut în compunere: Regimentele de Infanterie „Dej”, „Târgu-Mureș”, „Cluj” și „Bistrița”, Batalionul de Vânători „Cicsereda” (Miercurea Ciuc), Regimentul de Tunuri „Cluj”, Regimentul de Obuziere „Cluj” și Spitalul divizionar „Bistrița”. 
Prin Ordinul No.1406/aprilie 1919 al Secția Organizare Sibiu VI-VII, Regimentul de Infanterie „Dej” s-a numit Regimentul 81 Infanterie „Dej”.
În conformitate cu Ordinul nr. 13960 din 26 septembrie al Secției I din Marele Stat Major, pe data de 15 octombrie 1940, cartierele unităților și formațiunilor de servicii, din subordinea Diviziei 16-a s-au desființat. Acestea cu toate sarcinile de mobilizare au trecut la Divizia 20-a. Partea activă și cea sedentară a Regimentul 81 Infanterie, împreună cu Comanda Brigăzii 16 Infanterie, Regimentul 65 Infanterie Fortificații, Compania 16  Anticar Divizionară au trecut la Regimentul 82 Infanterie.

## Compunerea de luptă
În perioada campaniei din 1919, regimentul a avut următoarea compunere de luptă::p. 333
Oridinea de bataie. 20 februarie 1919.           a. Stat major Regiment.  Comandant, Colonel Divizioli Carol nobil,  Ajutor, Maior Pârcălab Albert,  Șef Birou mobilizare, Căpitan Theban Odiseus,  Șef Birou instrucție și informații, Căpitan Depner Friedrich,  Adjutant și la Biroul mobilizare, Sublocotenent Medan Cornel,  Ofițer cu tragerile și armătura, Stegar Câmpian Grigore,  Intendent sau ofițer administrație control, Locotenent Hutinger Waldemar,  Medic, Căpitan dr. Fabian Ervin,  Plutonier ajutor cu tragerea, Plutonier major Danciu Alexandru,   Plutonier ajutor cu tragerea, Plutonier major Feldrihan Gheorghe,  Plutonier gornist, Plutonier Igrițan Vasile,  Plutonier sanitar, Elev Plutonier Boroș Ștefan,  Sergent secretar, Elev Plutonier Șavaniu Andrei,  Sergent secretar, Plutonier Rebleanu Iosif,  Sergent secretar, Plutonier Pop Alexandru,  Sergent secretar, Sergent Pocol Gavril,  Sergent secretar, caporal Bercianu Iosif,  Sergent secretar, Caporal Moraru Traian.  b. Batalionul I.   Comandant, Maior Baltezan Iosif,  Ofițer adjutant și informații, Sublocotenent Bodea Romulus,  Companie 1, Comandant, Sublocotenent Dăncuș Alexandru,  Companie 2, Comandant, Locotenent Fredman Sigfried,   Companie 3, Comandant, Locotenent Drăghici Alexandru,  Companie 1 Mitraliere, Comandant, Locotenent Cherecheșiu Vasile.              c. Batalionul II.   Comandant, Căpitan Löhr Friedrih,   Ofițer adjutant și informații, Stegar Manu Aurel,  Companie 4, Comandant, Locotenent Pop Aurel,   Companie 5, Comandant, Locotenent Pop Simion,   Companie 6, Comandant, Locotenent Pop Mihaiu,  Companie 2 Mitraliere, Comandant, Locotenent Rus Ioan.               d. Batalionul III.   Comandant, Căpitan Monda Victor,   Ofițer adjutant și informații, Stegar Perhaiță Victor,  Companie 7, Comandant, Locotenent Reismer Oskar,   Companie 8, Comandant, Locotenent Filipan Teofil,   Companie 9, Comandant, Locotenent Graeser Alfred,  Companie 3 Mitraliere, Comandant, Căpitan Pauer Friedrich.  e. Compania Technică, Comandant, Sublocotenent Ionescu Petru.  f. Plutonul de legături, Comandant, Sublocotenent Haupt Otto.

### Campania anului 1919
În cadrul acțiunilor militare postbelice,  Regimentul 81 Infanterie a participat la acțiunile militare în dispozitivul de luptă al Brigăzii 41 Infanterie, participând la Operația ofensivă la vest de Tisa. Regimentul 81 Infanterie, încoporat în Divizia 16 Ardelenă. Regimentul 81 infanterie face parte din grupul de nord, participând la operațiunile înaintate asupra Debreczenului și Nyregyhaza. În cursul zilei de 27 Iulie, regimentul trece Tisa, ocupând satele Bodrog, Keresztur și Zalkod. :p. 332:p. 85;101

## Comandanți
- Colonel Divizioli  Carol 1919
- Colonel Ionescu Gheorghe Ștefan 1919 – 1921
- Colonel Șerb Miron 1921 – 1922
- Colonel Mihăilescu Vasile 1922 – 1923
- Colonel Aritonovici Ariton 1923 – 1924
- Colonel Kolomyjezuk  Alexandru 1924 – 1929
- Colonel Ionescu Gheorghe 1929
- Colonel Dan Artur 1929 – 1932
- Colonel Șiară Ionel 1932-1934
- Colonel Constantinescu D. Ioan 1934 – 1937
- Colonel Petrescu N. Ioan 1937 – 1939
- Colonel Zamfirescu  Stelian 1939-1940.